# Rhagadiolus
Rhagadiolus là một chi thực vật có hoa trong họ Cúc (Asteraceae).

## Loài
Chi Rhagadiolus gồm các loài: